# Gisela Lladó Cánovas
Gisela Lladó Cánovas, popartist född 1 januari 1979 i Barcelona, Katalonien. 
Hon blev berömd efter att ha kommit på åttonde plats i den första upplagan av Operacion Triunfo varefter hon gav ut sitt första album Parte De Mí 2002. Samma år körade hon bakom Rosa López i Eurovision Song Contest i Tallinn, Estland. 
Hon har ett flertal gånger gjort röster till spanska översättningar av Disneyfilmer, som exempelvis Kim Possible (2002 - 2007),'Peter Pan (2003), Enchanted (2007) och Frost (2013)
Hon tävlade för Andorra i Eurovision Song Contest 2008 med bidraget Casanova, vilken inte tog sig vidare från semifinalen.